# Гордост и предразсъдъци
 Тази статия е за романа на Джейн Остин.  За други значения вижте Гордост и предразсъдъци (пояснение).  
„Гордост и предразсъдъци“ (на английски: Pride and Prejudice, първоначално First Impressions) е най-известният роман на Джейн Остин и е считан от мнозина критици за едно от най-значимите произведения в английската литература на 19 век. За първи път е публикуван през 1813 г.
По книгата са направени над 10 филма и телевизионни сериала.

## Основни герои
Имената на български са взети от превода на Жени Божилова.
- Сем. Бенет – господин и госпожа Бенет и петте им дъщери: Джейн, Елизабет (Лизи, Илайза), Мария (Мери), Катрин (Кити) и Лидия. Собственици на имението Лонгборн. Представители на дребната аристокрация в Англия в началото на ХІХ в.
- Господин Чарлз Бингли – наемател на имението Недърфийлд. Представител на търговската висша класа.
- Госпожица Каралайн Бингли – сестра на Чарлз Бингли.
- Госпожа Луиза Хърст и господин Хърст – сестра и зет на Чарлз Бингли.
- Господин Фицуилям Дарси – най-добрият приятел на Чарлз Бингли и собственик на имението Пембърли. Представител на едрата аристокрация.
- Госпожица Джорджиана Дарси – сестра на Фицуилям Дарси.
- Лейди Катрин де Бърг – леля на Фицуилям Дарси; собственичка на имението Роузингс.
- Полк. Фицуилям – братовчед на мистър Дарси; опекун на Джорджиана Дарси.
- Господин Джордж Уикъм – син на иконома на имението Пембърли; израснал под опеката на Дарси-баща.
- Господин Уилям Колинс – далечен братовчед и пряк наследник на мистър Бенет; енорийски пастор в Хънсфорд, част от имението на лейди Катрин де Бърг.
- Госпожица Шарлот Лукас – най-добрата приятелка на Елизабет Бенет.
- Господин и госпожа Едуард Гарднър – брат и снаха на мисис Бенет. Живеят в Лондон.
- Госпожа и господин Филипс – сестра и зет на мисис Бенит. Живеят в Меритън.

## Сюжет
Внимание:  Текстът по-долу разкрива сюжета на произведението (или части от него)!
Сем. Бенет, представители на дребната аристокрация, живеят в малкото имение Лонгборн в Южна Англия. Една есен Чарлз Бингли, богат ерген от Лондон, взема под наем съседното имение Недърфийлд. Мисис Бенет е особено въодушевена и започва да крои планове да ожени една от петте си дъщери за новодошлия. На следващия бал в съседното градче Меритън Бингли се появява в компанията на сестрите си Каролайн и Луиза, зет си мистър Хърст и най-добрия си приятел мистър Дарси. Присъстващите бързо научават, че мистър Дарси е не само изключително богат, но и безкрайно горделив. Чарлз Бингли започва да ухажва Джейн Бенет; Дарси от своя страна отказва да танцува с Елизабет Бенет и така си навлича неприязънта на мисис Бенет.
След бала Джейн е поканена на гости у сем. Бингли, но по пътя се разболява и остава в Недърфийлд няколко дни. Елизабет отива да се грижи за сестра си и така започва да опознава сем. Бингли и Дарси.
Същевременно Уилям Колинс, далечен братовчед и бъдещ собственик на Лонгборн, посещава сем. Бенет с надеждата да се ожени за една от дъщерите. Млад, многословен, помпозен и глупав, мистър Колинс говори непрестанно за благодетелката си лейди Катрин де Бърг, леля на Дарси. Разбирайки, че Джейн скоро ще бъде сгодена за Бингли, мистър Колинс предлага на Елизабет, която – за ужас на майка си и облекчение на баща си — му отказва. На следващия ден Колинс предлага на Шарлот Лукас, която приема и отива да живее с него в Хънсфорд.
В Меритън се установява военен полк и Бенетови се запознават с привлекателния и любезен Джордж Уикъм. От него разбират, че като дете е бил под опеката на Дарси-баща, но впоследствие наследството му е неправомерно отнето от мистър Дарси. Това затвърждава отрицателното мнение на Елизабет за Дарси.
След като Джейн се възстановява, Бингли организира бал в Недърфийлд, на който открито се говори за техния годеж. Скоро след това обаче Бингли и компания внезапно и без обяснение напускат Недърфийрд и се връщат в Лондон. Джейн заминава за няколко седмици при леля си и чичо си Гарднър, с надеждата да види Бингли, но така и не успява. Елизабет е убедена, че Каролайн и Дарси са се съюзили, за да разделят двамата влюбени.
През пролетта Елизабет отива на гости при Шарлот и мистър Колинс. По същото време Дарси и братовчед му полк. Фицуилям гостуват на лейди Катрин в Роузингс. Елизабет научава от полк. Фицуилям, че Дарси успял да спаси най-добрия си приятел от несполучлив брак. Полковникът не знае, че става дума за Бингли и Джейн. Елизабет намразва още повече мистър Дарси и когато по-късно същия ден мистър Дарси ѝ се обяснява в любов, Елизабет вбесена му отказва. Дарси е шокиран и иска обяснение. Елизабет разказва наученото от Уикъм и полк. Фицуилям. Дарси си тръгва, но на другия ден ѝ дава писмо, в което обяснява своите действия. Оказва се, че след смъртта на Дарси-баща, Уикъм се отказва от наследството си в замяна на три хиляди лири. След като ги проиграва, се опитва отново да предяви претенции, но мистър Дарси му отказва. За да си отмъсти, Уикъм тайно се сгодява за петнадесетгодишната Джорджиана Дарси, с надеждата да се добере до наследството ѝ от тридесет хиляди лири. Плановете му са осуетени навреме и годежът е развален. Относно Бингли и Джейн Дарси обяснява, че се съмнява в чувствата на Джейн и че поведението на семейство Бенит (особено на майката и на двете най-малки сестри) е скандално. Елизабет първоначално отрича неговите доводи, но след известен размисъл разбира тяхната правота, както и прибързаността на закслюченията си. Скоро след това Дарси напуска Роузингс и Елизабет се връща в Лонгборн. За предложението и наученото от Дарси разказва само на Джейн.
През лятото Елизабет отива на пътешествие с чичо и леля Гарднър и по пътя посещават Пембърли, имението на Дарси. Ненадейно собственикът се появява и Елизабет и Гарднърови са учудени от любезното му поведение и поканата му да му гостуват. По време на престоя си Елизабет се запознава с Джорджиана и се среща отново със сем. Бингли. Елизабет започва да осъзнава, че е влюбена в мистър Дарси и съжалява, че толкова прибързано е отказала предложението за женитба.
Неочаквано се получава новина от Джейн, че Лидия е забягнала с Джордж Уикъм и че Уикъм е натрупал огромни дългове в Меритън. Така първоначалните страхове на семейството, че Лидия ще се ожени тайно се изместват от страха, че ще бъде изоставена и опозорена, а покрай нея и цялото семейство, слагайки край на всякакви надежди за приятелство със сем. Дарси и за женитба на Джейн с Бингли. В своето отчаяние Елизабет споделя новината с мистър Дарси преди да се върне в Лонгборн.
Мистър Гарднър и мистър Бенит заминават за Лондон да търсят Лидия. В крайна сметка Лидия и Уикъм са намерени и оженени. Всички мислят, че чичо Гарднър е платил дълговете на Уикъм, но Елизабет разбира от леля си, че това е дело на мистър Дарси. Според лелята, Дарси го е направил, защото е влюбен в Елизабет.
Съвсем неочаквано лейди Катрин се появява в Лонгборн заради слухове за годеж на Елизабет с Дарси. Елизабет отрича, но отказва да обещае, че няма да се жени за Дарси, ако той ѝ предложи. Това вбесява лейди Катрин и тя напуска без да си вземе довиждане.
Бингли се появява отново в Недърфийлд и предлата ръката си на Джейн, която приема. С него е и Дарси, който е приет студено (никой не знае за помощта му при решаване на проблема с Уикъм). Дарси (чул от леля си за „скандалното“ поведение на възлюбената си) прави второ предложение на Елизабет, което тя с радост приема.

## Адаптации
През годините са правени многобройни кино- и телевизионни адаптации на „Гордост и предразсъдъци“.

### Кино
Към 2012 г. пълнометражните филмови адаптации са:
- „Гордост и предразсъдъци“ (1940) с участието на Гриър Гарсън и сър Лорънс Оливие, адаптирана за американския Юг;
- „Дневникът на Бриджит Джоунс“ (2001) с участието на Рене Зелуегър и Колин Фърт;
- „Булка и предразсъдъци“ („Bride & Prejudice“) (2003) - съвременна индийска адаптация в стил Боливуд с участието на Айшвария Рай и Мартин Хендерсън;
- „Гордост и предразсъдъци: комедия от последните дни“ (2003) – съвременна адаптация от Юта, с участието на Кам Хескин и Орландо Сийл;
- „Гордост и предразсъдъци“ 2005 с участието на Кийра Найтли и Матю Макфадиен;
- „Съвременни гордост и предразсъдъци“ (2011) с участието на Мая Пети и Кейлъб Гръсинг.

### Телевизия
Към 2012 г. телевизионните новели и сериали по романа са:
- „Гордост и предразсъдъци“ (1938) с участието на Къриген Люис и Андрю Осбърн;
- „Гордост и предразсъдъци“ (1952) с участието на Дафни Слейтър и Питър Къшинг;
- „Гордост и предразсъдъци“ (1958) с участието на Джейн Даунс и Алън Бейдъл;
- „Гордост и предразсъдъци“ (1958) с участието на Силия Банърман и Люис Файъндър;
- „Гордост и предразсъдъци“ (ВВС, 1980) с участието на Елизабет Гарви и Дейвид Ринтул;
- „Гордост и предразсъдъци“ (ВВС, 1995) с участието на Дженифър Или и Колин Фърт;

По-свободна и осъвременена интерпретация на романа е:
- „12 мъже по Коледа“ (2009) с участието на Кристин Ченоът и Джош Хопкинс.

### Художествена литература
- „Гордост и предразсъдъци и зомбита“ от Сет Греъм-Смит – оригиналният сюжет със зомбита;
- „Дневникът на Бриджит Джоунс“ от Хелън Фийлдинг – съвременна интерпретация в Лондон;
- „Смърт в Пембърли“ (Death Comes to Pemberley) от П. Д. Джеймс – продължение на романа;
- Eligible от Къртис Ситънфелд – съвременна интерпретация в Синсинати, Охайо.